# Доч (станція)
Доч — проміжна залізнична станція 5 класу Конотопської дирекції Південно-західної залізниці на лінії Бахмач-Пасажирський — Деревини.
Розташована в Борзнянському районі Чернігівської області між станціями Часниківка (11 км) та Бондарівка (15 км).
На станції зупиняються поїзди місцевого сполучення.